# Blavozy
Blavozy ist eine französische Gemeinde mit 1.722 Einwohnern (Stand: 1. Januar 2022) im Département Haute-Loire in der Region Auvergne-Rhône-Alpes. Sie gehört zum Arrondissement Le Puy-en-Velay und zum Kanton Le Puy-en-Velay-3.

## Geographie
Blavozy liegt etwa zehn Kilometer ostnordöstlich von Le Puy-en-Velay an der Sumène.

### Nachbargemeinden
Umgeben wird Blavozy von den Nachbargemeinden Malrevers im Norden, Saint-Étienne-Lardeyrol im Nordosten, Saint-Pierre-Eynac im Osten und Südosten, Saint-Germain-Laprade im Süden und Westen sowie Chaspinhac im Nordwesten.

## Bevölkerungsentwicklung
| Jahr                       | 1962 | 1968 | 1975 | 1982 | 1990 | 1999 | 2010 | 2020 |
| Einwohner                  | 496  | 518  | 684  | 996  | 1163 | 1324 | 1592 | 1703 |
| Quellen: Cassini und INSEE |      |      |      |      |      |      |      |      |

## Verkehr
Durch Blavozy führt die Route nationale 88.

## Sehenswürdigkeiten
- Kirche Saint-Étienne aus dem 12. Jahrhundert Monument historique
- Gutshof Paradis la Montjoie de Montferrat aus dem 17. Jahrhundert, Monument historique

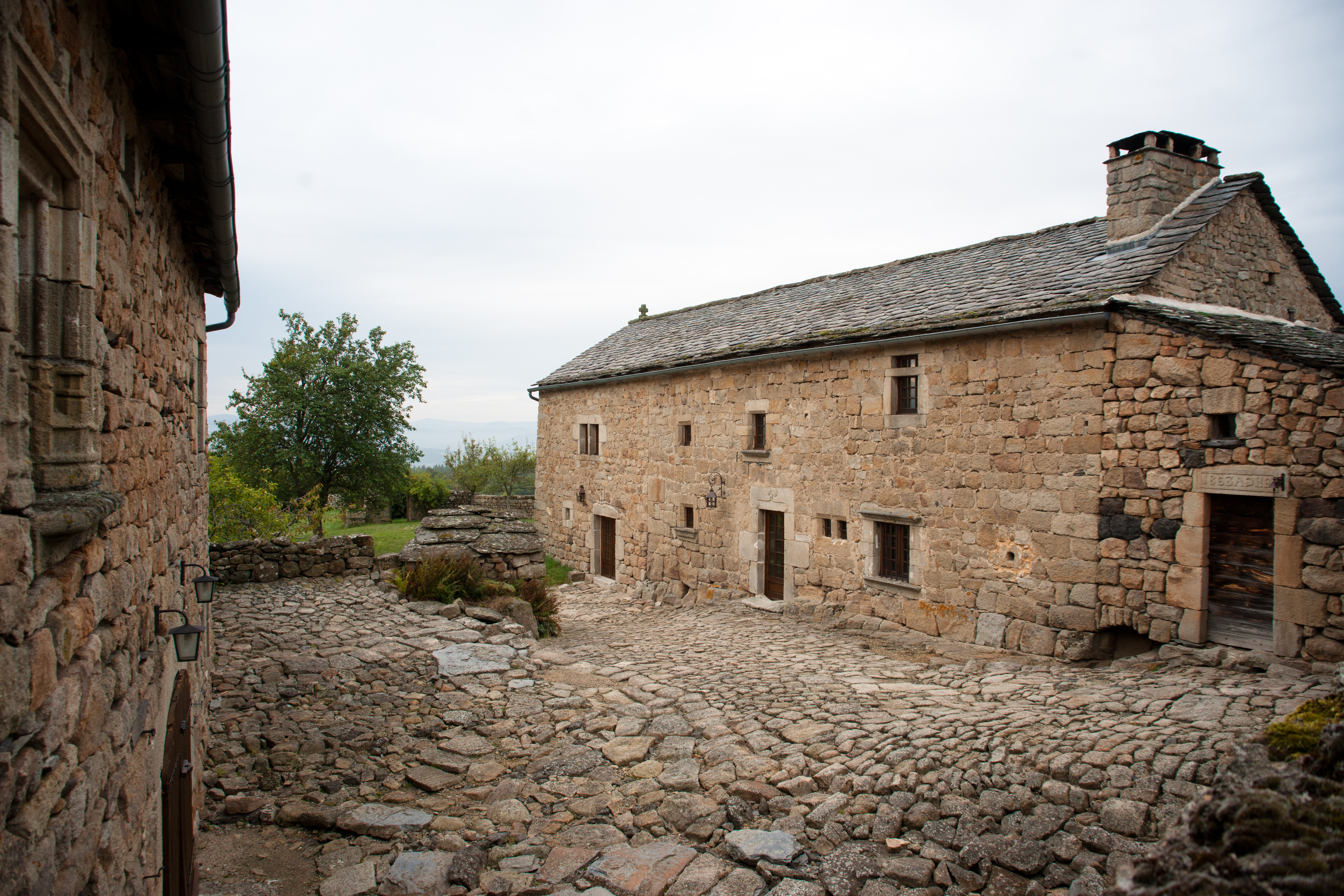
Denkmalgeschützter Gutshof Paradis la Montjoie de Montferrat